# Amt Mitteldithmarschen
Amt Mitteldithmarschen er et amt i det nordlige Tyskland, beliggende i den centrale del af Kreis Dithmarschen. Kreis Dithmarschen ligger i den sydvestlige del af delstaten Slesvig-Holsten. Hovedadministrationen for amtet er beliggende i byen Meldorf, og en del i Albersdorf.

## Kommuner i amtet
1. Albersdorf
2. Arkebek
3. Bargenstedt
4. Barlt
5. Bunsoh
6. Busenwurth
7. Elpersbüttel
8. Epenwöhrden
9. Gudendorf
10. Immenstedt
11. Krumstedt
12. Meldorf, Stadt
13. Nindorf
14. Nordermeldorf
15. Odderade
16. Offenbüttel
17. Osterrade
18. Sarzbüttel
19. Schafstedt
20. Schrum
21. Tensbüttel-Röst
22. Wennbüttel
23. Windbergen
24. Wolmersdorf

## Geografi
Amtet grænser mod vest til Nordsøen og mod øst til Ejderen, Gieselau- og Kielerkanalen.

## Historie
Amtet Mitteldithmarschen blev oprettet 25. maj 2008 af den amtsfrie by Meldorf og kommunerne i amterne Kirchspielslandgemeinde Albersdorf og Kirchspielslandgemeinde Meldorf-Land gebildet.

## Seværdigheder
Seværdigheder i amtet er Naturschutzgebietet Speicherkoog med righoldige muligheder for vandsport, og Meldorfs havn, samt stenalderparken Archäologisch-Ökologische Zentrum Albersdorf (de) i den østlige del af amtet og naturcenteret Naturerlebnisraum Gieselautal. Den historiske bykerne i Meldorf er hjemsted for Sankt-Johannis-Kirche in Meldorf der er den største kirke ved Nordsøkysten mellem Hamborg og Ribe.